# دانیله پولورینو
دانیله پولورینو (انگلیسی: Daniele Polverino؛ زادهٔ ۲۴ ژانویهٔ ۱۹۷۶) بازیکن فوتبال اهل سوئیس است.
از باشگاه‌هایی که در آن بازی کرده‌است می‌توان به باشگاه فوتبال فادوتس اشاره کرد.